# Hug de Follalquer
Hug de Follalquer o Hug de Folcalquier fou castellà d'Amposta i mestre de l'orde de Sant Joan de l'Hospital en la corona d'Aragó durant la primera meitat del segle xiii (1230-1244). Durant la conquesta del Regne de València (1232-1245) participà en el setge a Borriana, el 1233, quan el rei Jaume I fou abandonat per alguns cavallers i es trobava en una situació complicada. Hug de Follalquer facilità els mitjans per superar aquesta situació desesperada.
El rei Jaume I el correspongué en lliurar a l'orde de Sant Joan de l'Hospital notables franquícies i donacions, com ara el castell de Cervera del Maestrat, que incloïa Sant Mateu, Xert, la Jana, Traiguera, Sant Jordi del Maestrat, Sant Rafel del Riu, Canet lo Roig, Càlig, Rossell i Cervera del Maestrat. Hug de Follalquer i l'orde de Sant Joan de l'Hospital participaren també en el setge a la ciutat de València (1238) i foren recompensats amb terrenys en el raval de la Xerea, on construïren l'església de Sant Joan de l'Hospital.